# Phrixgnathus paralaomiformis
Phrixgnathus paralaomiformis är en snäckart som först beskrevs av Frank Climo 1971.  Phrixgnathus paralaomiformis ingår i släktet Phrixgnathus och familjen punktsnäckor. Inga underarter finns listade i Catalogue of Life.